# Gouvernement Maurice Rouvier (3)
Pour les articles homonymes, voir Gouvernement Maurice Rouvier (1) et Gouvernement Maurice Rouvier (2).
 (août 2017).
Si vous disposez d'ouvrages ou d'articles de référence ou si vous connaissez des sites web de qualité traitant du thème abordé ici, merci de compléter l'article en donnant les références utiles à sa vérifiabilité et en les liant à la section « Notes et références ».
 (octobre 2024).
Troisième République
Maurice Rouvier II Ferdinand Sarrien

Maurice Rouvier

Le troisième gouvernement Maurice Rouvier est le gouvernement de la Troisième République en France du 18 février au 7 mars 1906.

## Composition
| Portefeuille                                                     | Titulaire | Titulaire                 | Parti |
| ---------------------------------------------------------------- | --------- | ------------------------- | ----- |
| Président du Conseil                                             |           | Maurice Rouvier           | ARD   |
| Ministres                                                        |           |                           |       |
| Ministre des Affaires étrangères                                 |           | Maurice Rouvier           | ARD   |
| Ministre de la Justice                                           |           | Joseph Chaumié            | ARD   |
| Ministre de l'Intérieur                                          |           | Fernand Dubief            | PRRRS |
| Ministre des Finances                                            |           | Pierre Merlou             | PRRRS |
| Ministre de la Guerre                                            |           | Eugène Étienne            | ARD   |
| Ministre de la Marine                                            |           | Gaston Thomson            | ARD   |
| Ministre de l'Instruction publique, des Beaux-Arts et des Cultes |           | Jean Bienvenu-Martin      | PRRRS |
| Ministre des Travaux publics                                     |           | Armand Gauthier de l'Aude | PRRRS |
| Ministre du Commerce, de l’Industrie, des Postes et Télégraphes  |           | Georges Trouillot         | RI    |
| Ministre de l'Agriculture                                        |           | Joseph Ruau               | PRRRS |
| Ministre des Colonies                                            |           | Étienne Clémentel         | PRRRS |
| Sous-secrétaires d’État                                          |           |                           |       |
| Sous-secrétaire d'État aux Beaux-Arts                            |           | Étienne Dujardin-Beaumetz | RI    |
| Sous-secrétaire d'État aux Postes et Télégraphes                 |           | Alexandre Bérard          | PRRRS |

## Politique menée
Le gouvernement Rouvier III semblait assuré de la durée, bien que trop modéré aux yeux des radicaux.
Dans un certain nombre de régions, les catholiques s’opposèrent par la force aux inventaires prévus par la loi, en vue de la dévolution des biens d’église aux associations cultuelles.

## Fin du gouvernement et passation des pouvoirs

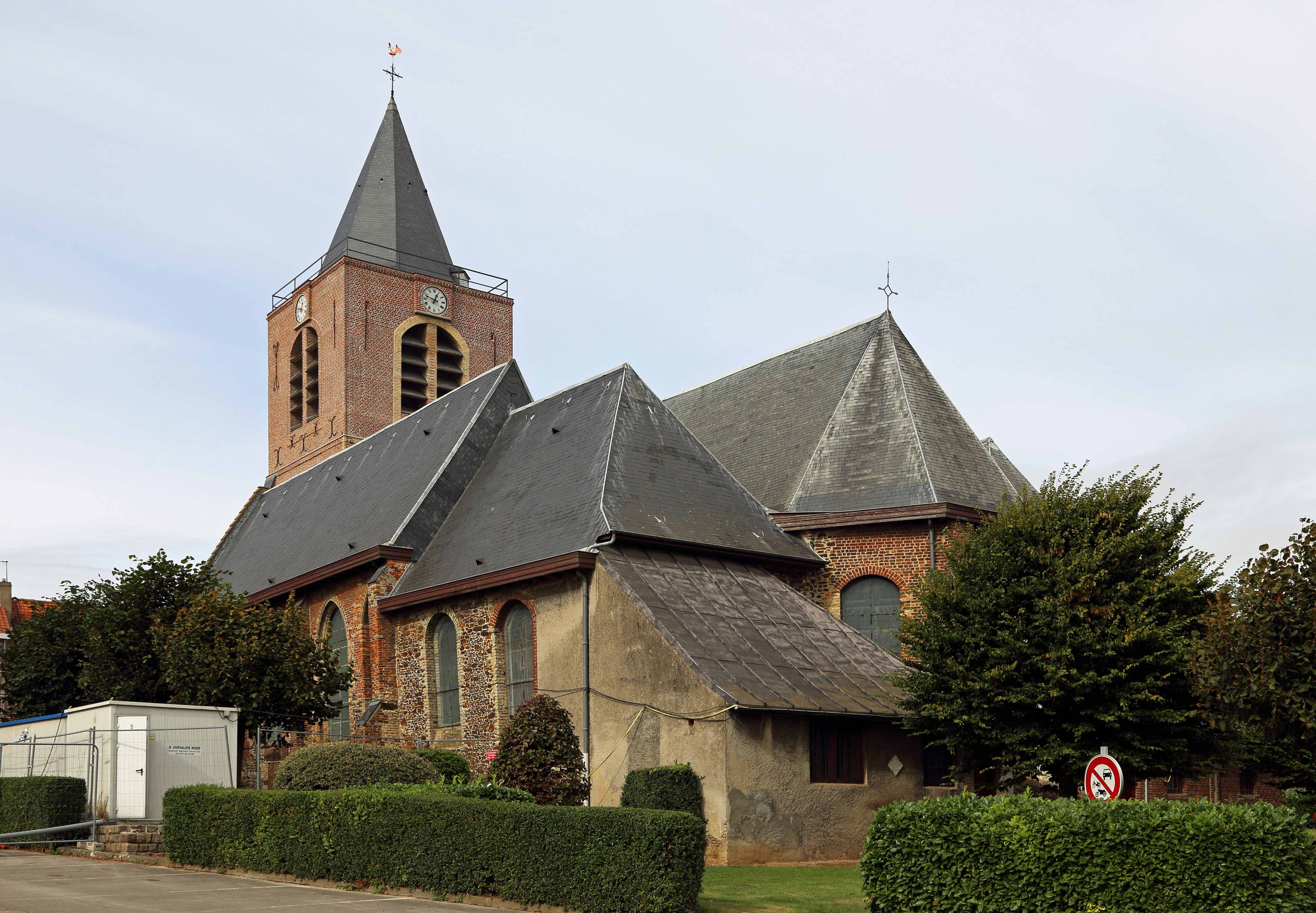
L'église Saint-Martin de Boeschepe, où fut tué Géry Ghysel.

Le 6 mars 1906, à l'occasion des inventaires liés à la séparation des Églises et de l'État, considérés comme sacrilèges par les catholiques, des affrontements eurent lieu entre les forces de l'ordre et des habitants du village de Boeschepe. À cette occasion, Géry Ghysel fut tué par balle à l'intérieur de l'église. C'est l'un des deux morts recensés lors des inventaires de 1906 (le deuxième étant André Régis, dans la Haute-Loire).  Lors de ses obsèques, Mgr Lobbedey le définit comme « un martyr, un héros, un témoin du Christ ! ».
Le lendemain, le gouvernement Rouvier chute et les inventaires sont suspendus.
Le 14 mars 1906, Armand Fallières nomme Ferdinand Sarrien à la présidence du Conseil.